# Julius Christiaan van Oven
Julius Christiaan van Oven (Dordrecht, 17 november 1881 – Leiden, 16 maart 1963) was een Nederlands jurist en kortdurend politicus. Hij was hoogleraar Romeins recht, richtte het juridisch tijdschrift Nederlands Juristenblad op, het Leids Papyrologisch Instituut en voerde na zijn pensionering als interim minister van Justitie het wetsontwerp tot opheffing van de handelingsonbekwaamheid van de gehuwde vrouw door het parlement, nadien bekend onder de naam Lex-Van Oven. Tot zijn dood nam hij deel aan werkcolleges en was hij betrokken bij de dagelijkse leiding van het Nederlands Juristenblad.

## Beginjaren
Van Oven deed examen aan de Hogere Burgerschool en het gymnasium en studeerde Nederlands recht aan de Gemeentelijke Universiteit van Amsterdam met als belangrijkste leermeester professor Johannes Houwing. Een van zijn mede-studenten, met wie hij in hetzelfde studentenhuis woonde was Eduard Meijers, die later het Nederlands Nieuw Burgerlijk Wetboek zou ontwerpen. In 1905 promoveerde hij bij Johannes Houwing op het onderwerp De bezitsbescherming en haar functies waar het Corpus Juris en de dogmatische literatuur worden besproken op zoek naar mogelijke redenen van bestaan van bezitsbescherming. Twee jaar eerder promoveerde een andere invloedrijke jurist bij Houwing, Eduard Meijers.
Na zijn promotie werd Van Oven advocaat in Amsterdam maar de rechtspraktijk boeide hem onvoldoende. Hij greep daarom kort daarop de gelegenheid aan redacteur buitenland te worden bij de krant Nieuws van den Dag, waar hij tien jaar bleef. In die periode publiceerde hij ook wetenschappelijk juridische artikelen in vooral het Weekblad voor Privaatrecht, Notarisambt en Registratie, vooral over bezit en vraagstukken die het recht daarmee verbindt; de eigendom van roerend goed.

## Hoogleraar
In 1917 accepteerde hij het aanbod hoogleraar Romeins recht aan de Rijksuniversiteit Groningen te worden, hoewel dit een financiële achteruitgang betekende. Motivatie was zijn geloof in de vooruitgang, die het denken over en uitwerken van privaatrechtelijke dogmatische problemen brengen kan. In 1924 werd hij benoemd tot hoogleraar Romeins recht aan de Universiteit Leiden; zijn oratie was getiteld Over de beteekenis der historische beoefening van het Romeinsche recht voor de studie van het hedendaagsche privaatrecht.
In Leiden introduceerde hij onderwijs in de vorm van dialoog met zijn studenten door middel van responsievragen, een methode om het eigen juridisch denkvermogen van studenten aan te wakkeren. Verder werden door hem met studenten Griekse papyri bestudeerd, later interdisciplinair met hoogleraar Oud Grieks Bernard van Groningen en docent Grieks-Egyptische papyrologie Martin David met wie hij in 1935 de voorloper van het Leids Papyrologisch Instituut oprichtte. Tot zijn dood bleef hij als nestor aan de werkcolleges deelnemen.
In 1925 was hij drijvende kracht achter de oprichting van het Nederlands Juristenblad, waarvan hij eerste en aanvankelijk enige redacteur was en waaraan hij tot aan zijn dood toe dagelijks leiding gaf. Hij werd mederedacteur van het Tijdschrift voor Rechtsgeschiedenis en het Weekblad voor Privaatrecht, Notarisambt en Registratie (WPNR).
Tijdens de Tweede Wereldoorlog en de bezetting van Nederland door Nazi-Duitsland, fungeerde Van Oven twee jaar als plaatsvervangend decaan van de rechtenfaculteit voor Rudolph Cleveringa die wegens een protesttoespraak tegen het ontslag van Joodse collega's door de bezetter was gearresteerd, wat tot sluiting van de universiteit door de bezetter voerde. Hij leidde de faculteit in een koers van principiële standvastigheid tegen maatregelen van de bezetters, wat tot verbanning naar Boekeloo voerde. Hier schreef hij zijn Leerboek van het Romeinse privaatrecht dat veel casuïstiek uit het oud Romeinse Corpus iuris behandelt en deze afzet tegen actuele opvattingen van buitenlandse auteurs en in het Nederlandse recht. Hij werd in 1942 door de Duitse bezetter ontslagen en werd in 1945, na einde van de bezetting, herbenoemd.
Na de oorlog was hij raadsheer in het Bijzonder Gerechtshof te 's-Gravenhage waar hij deelnam aan de berechting van Nazi-collaborateur Anton Mussert, en was hij voorzitter van een zuiveringscommissie voor toonkunstenaars, die onder andere hard oordeelde over dirigent Willem Mengelberg. Aan de universiteit was hij achtereenvolgens secretaris van de senaat en rector.
Van Ovens wetenschappelijke verdiensten werden erkend door zijn benoeming in 1948 tot lid van de Koninklijke Nederlandse Akademie van Wetenschappen (KNAW).

## Minister van Justitie
Na zijn emeritaat werd de vrijzinnig-democraat in 1956 op 74-jarige leeftijd gevraagd voor de nog korte duur van het kabinet-Drees III, minister van Justitie te worden als opvolger van de overleden minister Donker. Hij wist gedurende zijn acht maanden durende ministerschap een wetswijziging tot stand te brengen op een onderwerp waar hij al in 1927 als preadviseur van de Nederlandse Juristen-Vereniging uitgebreid voor had gepleit: opheffing van de handelingsonbekwaamheid van de gehuwde vrouw. Tegenstanders meenden dat ongelijkheid tussen man en vrouw een goddelijke instelling is. Er lag een ontwerp dat hem niet ver genoeg ging, een voorstel dit aan te passen volgens zijn denkbeelden werd door de Tweede Kamer aangenomen en hij loodste het herziene ontwerp vervolgens in korte tijd door beide Kamers van de Staten-Generaal. Hoewel het wetsontwerp door Tweede Kamerlid Corry Tendeloo was geïnitieerd, kreeg de wet alleen zijn naam en ging als Lex-Van Oven de geschiedenis in. Hiermee werd de wettelijk vastgelegde handelingsonbekwaamheid van de gehuwde vrouw opgeheven.
Ook werd onder zijn leiding de wet op de stichtingen aangenomen en een wet waardoor voor de overdracht van onroerend goed voortaan een notariële akte nodig is.

## Oeuvre
Het wetenschappelijk oeuvre van Van Oven is omvangrijk en omvat onder meer twee preadviezen voor de Broederschap van Candidaat-Notarissen: "Causa en levering" (1924) en "Huwelijksvoorwaarden in verband met faillissement" (1931) en twee preadviezen voor de Nederlandse Juristenvereniging: "Hoe moet, aangenomen dat de getrouwde vrouw volledige handelingsbevoegdheid krijgt, het huwelijksgoederenrecht geregeld worden?" (1927) en "Is een wettelijke regeling gewenscht van de gevolgen van nietigheid eener overeenkomst wegens ongeoorloofde oorzaak?" (1937). Verder verdient zijn bijdrage 'Romeinsch recht en Nederlandsch burgerlijk recht na 1838', in Gedenkboek Burgerlijk Wetboek 1838-1938 (1938) vermelding en een bundeling van artikelen in het WPNR onder de titel "Levensverzekering en burgerlijk recht" (1931). Een reeks artikelen over het Romeins recht in het Frans voor een internationale lezerskring verschafte hem grote bekendheid onder Romanisten over de grenzen heen.
Zijn bijzondere belangstelling ging uit naar de vooraanstaande Romeins jurist Gaius, de dogmatische onderwerpen die hij behandelt betreffen vrijwel alle kernproblemen van het zaken- en verbintenissenrecht.

## Overig
Van Oven was bekend als een beminnelijk man die zich inzette voor gelijkberechtigdheid. Naast het recht ging zijn belangstelling uit naar muziek en literatuur. Hij was bijna vijftig jaar gehuwd met Maria van Doorn, redacteur kindertijdschriften en kinderboekenschrijfster, zij overleed in 1957. Het echtpaar kreeg vijf kinderen, onder wie hoogleraar Adolf van Oven.
Van Oven had niet veel op met conventies en verscheen blootshoofds, in een informele houtje-touwtje jas bij Koningin Juliana voor zijn benoeming als minister van Justitie. De krantenfoto baarde opzien en leverde hem de bijnaam 'Minister windjekkertje' op.
| Onderscheidingen |                                            |           |                 |           |
| Rang             | Onderscheiding                             | Land      | Datum           | Opmerking |
|                  | Ridder in de Orde van de Nederlandse Leeuw | Nederland | 15 Mei 1952     |           |
|                  | Commandeur in de Orde van Oranje-Nassau    | Nederland | 3 November 1956 |           |